# Stars on 45 (Lied)
Stars on 45 ist ein Medley der gleichnamigen Gruppe aus dem Jahr 1981, das von Jaap Eggermont produziert wurde und auf dem Album Long Play Album erschien.

## Geschichte
Als Grundlage für das Medley diente der Mix Let's Do It in the 80s Great Hits von Willem van Kooten, das im Gegensatz zum Stars on 45 Medley aus zusammengemixten Beatles-Liedern besteht. Dies inspirierte den Produzenten Jaap Eggermont, eine offizielle Platte zu veröffentlichen. Um keine Urheberrechtsverletzung zu begehen, ließ Eggermont die einzelnen Lieder von niederländischen Studiomusikern nach Vorbild der Originale nachsingen und -spielen. Diese Mixtur wurde dann auf die Musikrichtung Disco zugeschnitten. In der Albenfassung des Medleys ist auch ein Auszug aus My Sweet Lord von George Harrison zu hören.
In den Vereinigten Staaten und Kanada lautet der offizielle Titel Medley: Intro 'Venus' / Sugar Sugar / No Reply / I'll Be Back / Drive My Car / Do You Want to Know a Secret / We Can Work It Out / I Should Have Known Better / Nowhere Man / You're Going to Lose That Girl / Stars on 45, da dort aus urheberrechtlichen Gründen bei einer Verwendung ein oder mehrere (je nach Verwendung) Titel von den Beatles aufgeführt werden müssen. Somit übertraf das Medley die Titellänge der Hits Jeremiah Peabody's Polyunsaturated Quick-Dissolving Fast-Acting Pleasant-Tasting Green and Purple Pills von Ray Stevens und (Hey Won't You Play) Another Somebody Done Somebody Wrong Song von B. J. Thomas in den Billboard Hot 100.
Die Veröffentlichung war im Januar 1981. In den Vereinigten Staaten, Irland, Australien, Neuseeland, Kanada, den Niederlanden, Belgien, Deutschland, Österreich, der Schweiz, Dänemark und Spanien wurde der Millionenseller ein Nummer-eins-Hit. Nachdem John Lennon ermordet worden war, stieg im Gedenken die Nachfrage an Liedern von den Beatles, und davon konnte auch Stars on 45 profitieren.

## Trackliste

### 7"-Single
Seite eins
"Stars on 45" (Medley - 7" Mix) - 4:48 (US: - 4:05)
- „Stars on 45“ (Eggermont, Duiser - In der US-Version angegeben)
- „Venus“ (van Leeuwen)
- „Sugar, Sugar“ (Kim, Barry)
- „No Reply“ (Lennon, McCartney)
- „I'll Be Back“ (Lennon, McCartney)
- „Drive My Car“ (Lennon, McCartney)
- „Do You Want to Know a Secret“ (Lennon, McCartney)
- „We Can Work It Out“ (Lennon, McCartney)
- „I Should Have Known Better“ (Lennon, McCartney)
- „Nowhere Man“ (Lennon, McCartney)
- „You’re Going to Lose That Girl“ (Lennon, McCartney)
- „Stars on 45“ (Eggermont, Duiser)
- Enthält auch Teile aus Beat the Clock von Sparks.

Seite zwei
"Stars on 45" (Theme - 7" Mix) (Eggermont, Duiser) - 3:30
- Enthält auch Teile aus Funkytown von Lipps, Inc. und Video Killed the Radio Star von den Buggles.

Venus stammt im Original von Shocking Blue aus dem Jahr 1969, davon adaptierte man für den Anfang das Intro und den Gitarrenriff. Sugar, Sugar ist von den Archies, davon wurde auch das Intro in den Anfang eingearbeitet. Erst danach beginnen die acht Songs der Beatles.

### 12"-Single
Side one
„Stars on 45“ 11:30 (US: 10:15)
- „Stars on 45“ (Eggermont, Duiser)
- „Funkytown“ (Greenberg)
- „Boogie Nights“ (Temperton)
- „Video Killed the Radio Star“ (Horn, Downes, Wooley)
- „Venus“ (van Leeuwen)
- „Sugar, Sugar“ (Kim, Barry)
- „No Reply“ (Lennon, McCartney)
- „I'll Be Back“ (Lennon, McCartney)
- „Drive My Car“ (Lennon, McCartney)
- „Do You Want to Know a Secret“ (Lennon, McCartney)
- „We Can Work It Out“ (Lennon, McCartney)
- „I Should Have Known Better“ (Lennon, McCartney)
- „Nowhere Man“ (Lennon, McCartney)
- „You're Going to Lose That Girl“ (Lennon, McCartney)
- „Sherry Baby“ (Shye & Gizmo)
- „Cathy’s Clown“ (Everly, Everly)
- „Breaking Up Is Hard to Do“ (Sedaka, Greenfield)
- „Only the Lonely (Know the Way I Feel)“ (Orbison, Melson)
- „Lady Bump“ (Levay, Kunze)
- „Jimmy Mack“ (Holland, Dozier, Holland)
- „Here Comes That Rainy Day Feeling Again“ (Cook, Greenaway, Instone)
- „Itsy Bitsy Teenie Weenie Yellow Polka Dot Bikini“ (Vance, Pockriss)
- „Stars on 45“ (Eggermont, Duiser)
- Enthält auch Teile aus Beat the Clock von Sparks, I Wanna Get With You von Ritz und Take Your Time (Do It Right) von The S. O. S. Band.

Seite zwei
"Stars on 45" (Theme - 12" Mix) (Eggermont, Duiser) - 6:18
- Enthält auch Teile aus Funkytown von Lipps, Inc. und Video Killed the Radio Star von den Buggles.

## Coverversionen
- 1982: Frank Zander (Hamster on 45)